# Devon Allen
Devon Allen (Seattle, 12 dicembre 1994) è un ostacolista e giocatore di football americano statunitense.

## Biografia
Nato a Seattle, Allen ha frequentato l'high school a Phoenix, in Arizona, dove è stato reclutato dall'University of Oregon per le sue prestazioni di wide receiver nel football americano, entrando a far parte della squadra universitaria. Negli stessi anni ha gareggiato, sempre per l'università di Eugene, nel team di atletica leggera nelle corse ad ostacoli, gareggiando nel circuito NCAA.
Nel 2016, dopo aver vinto i trials americani nei 110 metri ostacoli, Allen ha  partecipato ai Giochi olimpici di Rio de Janeiro 2016, arrivando quinto in finale,  decidendo successivamente di concentrarsi nelle competizioni di atletica leggera nel corso della sua carriera.
L'anno successivo ai Mondiali di Londra, si ferma in semifinale; mentre viene squalificato nel corso della finale ai Campionati NACAC di Toronto. Nel 2019, partecipa alla staffetta ad ostacoli vincente ai World Relays in Giappone e guadagna la finale ai Mondiali in Qatar.
Ha vinto tre titoli nazionali outdoor (2014, 2016, 2018).

## Palmarès

### Atletica leggera
| Anno | Manifestazione   | Sede           | Evento       | Risultato  | Prestazione | Note |
| ---- | ---------------- | -------------- | ------------ | ---------- | ----------- | ---- |
| 2016 | Giochi olimpici  | Rio de Janeiro | 110 m hs     | 5º         | 13"31       |      |
| 2017 | Mondiali         | Londra         | 110 m hs     | Semifinale | 13"27       |      |
| 2018 | Campionati NACAC | Toronto        | 110 m hs     | Finale     | dq          |      |
| 2019 | World Relays     | Yokohama       | Staffetta hs | Oro        | 54"96       |      |
| 2019 | Mondiali         | Doha           | 110 m hs     | 7º         | 13"70       |      |
| 2021 | Giochi olimpici  | Tokyo          | 110 m hs     | 4º         | 13"14       |      |
| 2022 | Mondiali         | Eugene         | 110 m hs     | Finale     | dq          |      |

### Football americano
- National Football Conference Championship: 1

Philadelphia Eagles: 2022

## Altre competizioni internazionali
2021
- Vincitore della Diamond League nella specialità dei 110 m hs